# Gravarna i Selcë e Poshtme

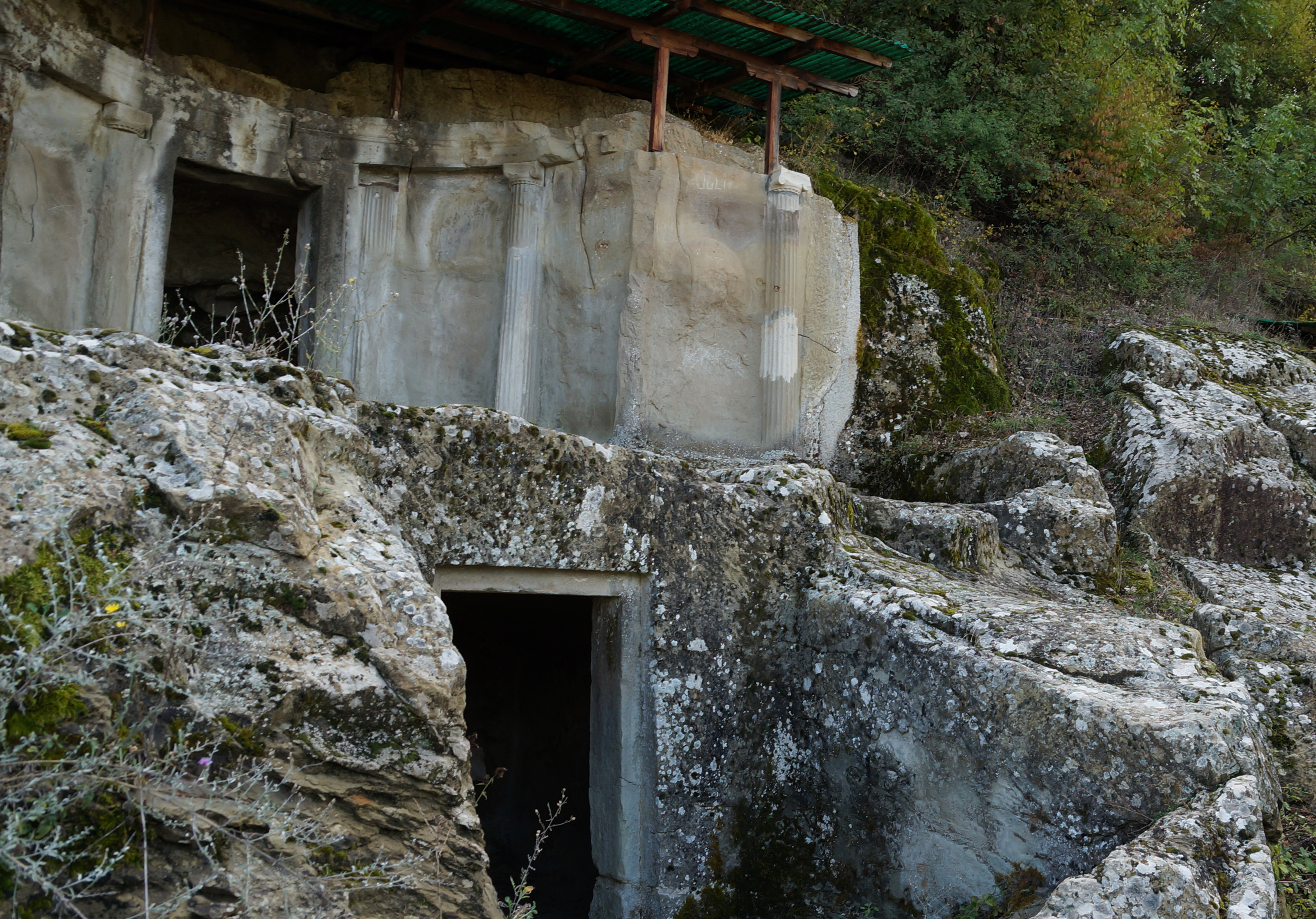
Grav III och ovanför den en skengrav.

Gravarna i Selcë e Poshtme (albanska: Varret e Selcës së Poshtme) ligger nära staden Pogradec i Albanien inte långt från byn Selcë e Poshtme.
Höger om floden Shkumbin, på en höjd av 1 040 meter över havet, ligger resterna av den forntida staden Pelion och dess tillhörande nekropol. Romerska Via Egnatia gick förbi här mot Thessaloniki. Den tidigaste bosättningen i området skedde under neolitikum, men en större bosättning uppkom först under järnåldern. Bosättningen kulminerade med den illyriska stammen Encheleae under senare delen av järnåldern och var också bebodd under Romarrikets period av samhällsbyggande. Från 300-talet till 000-talet f.Kr var staden de illyriska kungarnas residens och var därför troligen också ett viktigt politiskt och ekonomiskt center. År 1996 satte Albanien upp de kungliga gravarna i Selcë e Poshtme på sin lista över objekt som man vill nominera till världsarv.

## Bosättningen

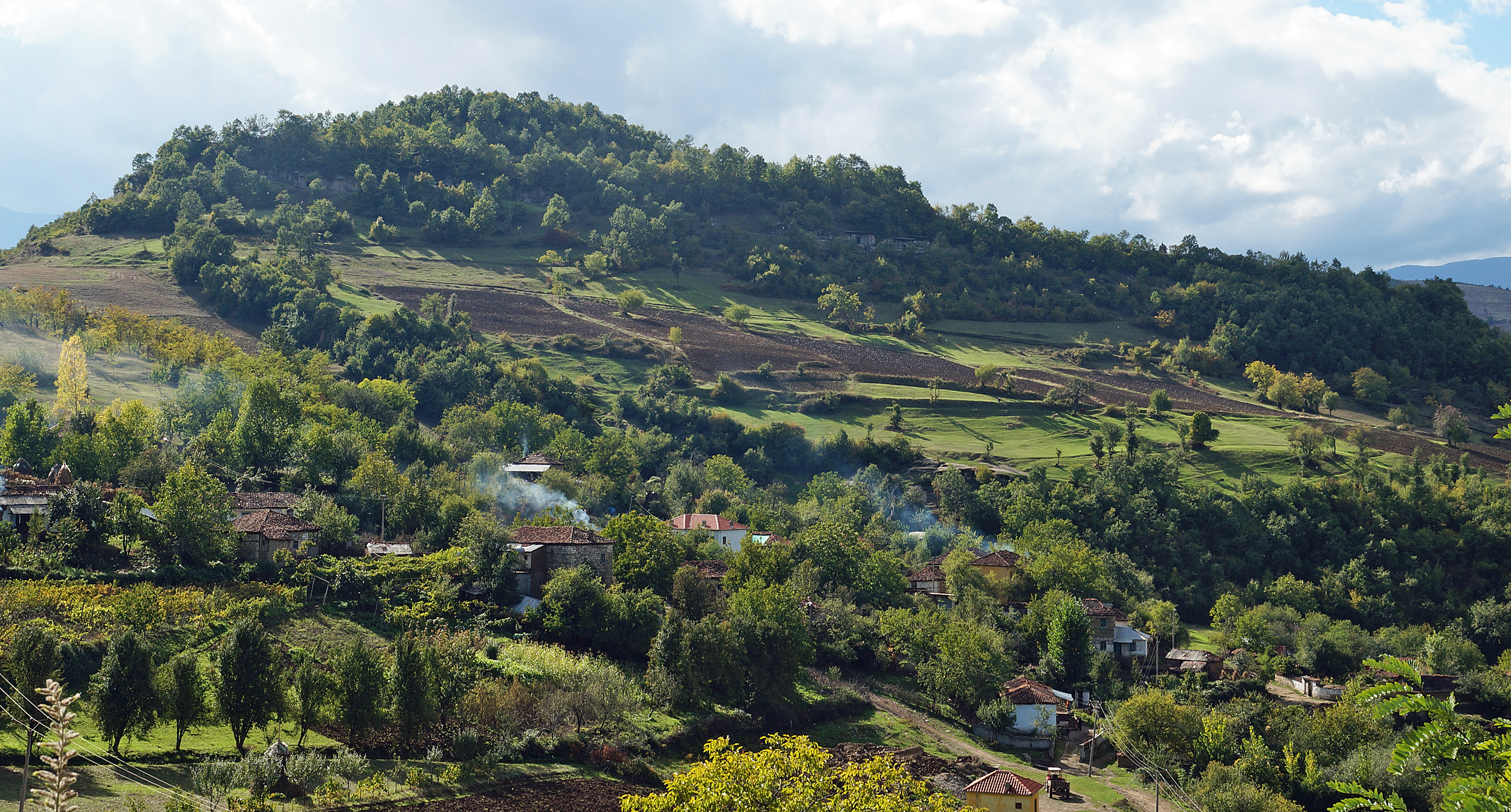
Kullen med de arkeologiska fynden. Gravarna ligger till nedanför och till höger om kullens högsta punkt.

Från 1969 till 1972 genomfördes utgrävningar av den albanske arkeologen Neritan Ceka. Staden har fem olika koloniseringar. Selca I till III är protourbana faser som indelas i: sen neolitisk tid, tidig bronsålder och sen bronsålder, alla representerade av olika keramiska former. Från järnåldern finns en tydlig permanent bosättning.
Omkring 570 f.Kr./550 f.Kr. utvecklades denna till staden Selca IV. De lokala keramiktillverkarna gillade grekiska förebilder och påverkades starkt av deras stil. Bosättningen växte från sex hektar och nådde vid sin huvudfas (400-talet till 200-talet f.Kr.) en storlek på sju till åtta hektar. För att möjliggöra denna utveckling i terrängen skapades terrasser. På 300-talet och 200-talet f.Kr. omgavs stadens akropolis av en mur.
Under romersk tid, på 100-talet och 000-talet f.Kr. restes en mur av rektangulära stenblock för att skydda ett större område. Platsen växte ytterligare under senantiken på 300- till 500-talet, men det befolkade området bestod då av ett mindre område.

## Gravarna
De så kallade kungliga gravarna som finns under akropolis, är huggna ur berget, och skapades under de illyriska kungarnas regeringstid (300-talet till 200-talet f.Kr.)

### Grav I - Klippgrav med jonisk mur (300-talet till 200-talet f.Kr.)

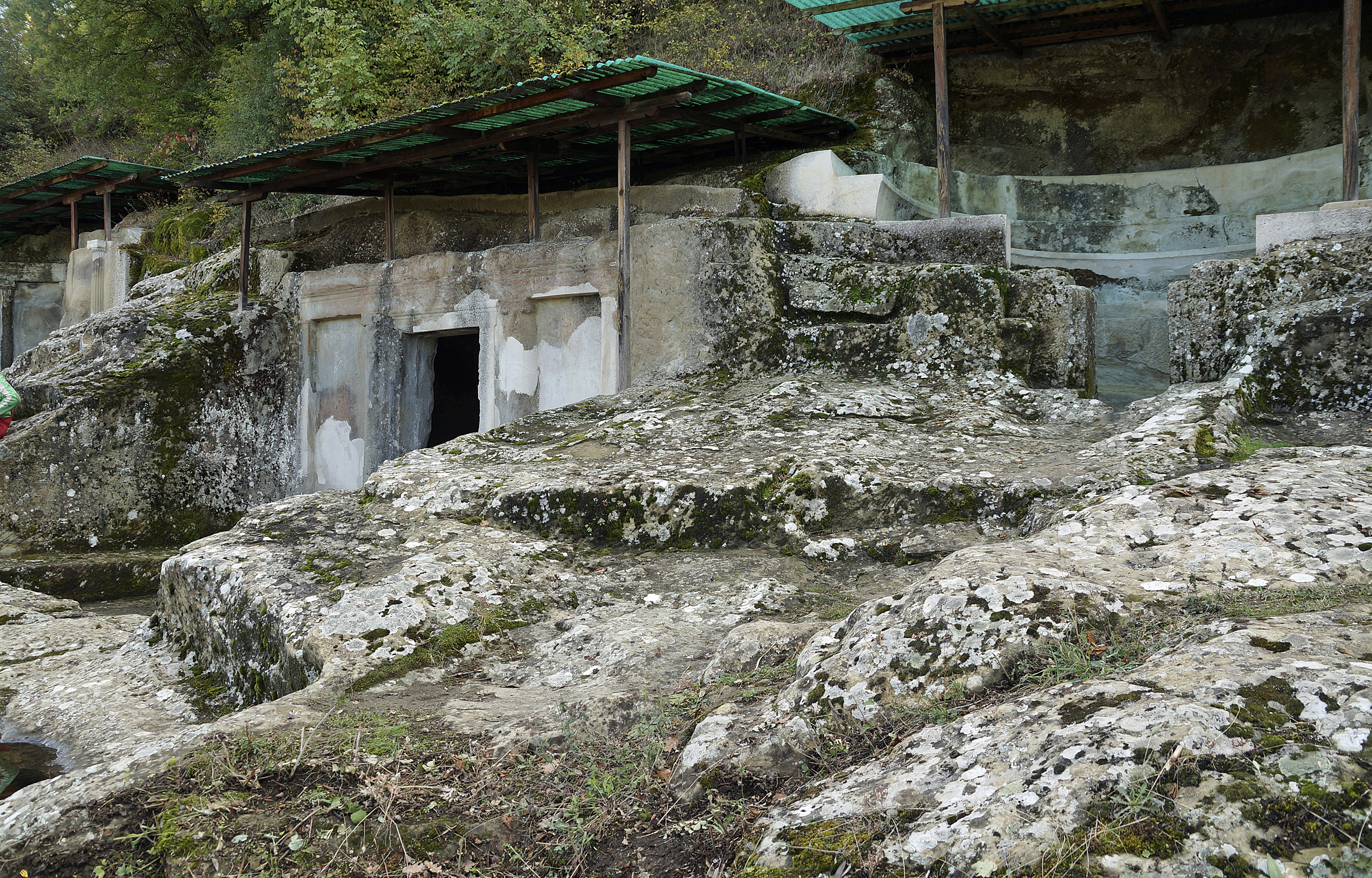
Gravarna I (vänster) och II.

Graven består av en rektangulär inre kammare och före denna en sorts förrum. Själva graven mäter 8,15x4 meter och har en höjd på 2,4 meter. Ett tunnvalv finns i gravkammaren, vars höjd är 2,1 meter. Anläggningen är uthuggen ur berget och har två portar. Utanför porten finns avrinningsrännor och tapphål. Fyra pilastrar med kapitäler som liknar joniska ordningen dekorerar fasaden där också spår av färg ännu kan fastställas. Gravkammaren där de döda vilade mäter 3 x 2,8 meter och innehåller två en meter breda stenkistor. Graven är i stil med makedonska monumentala gravar från andra halvan av 300-talet f.Kr. och har fråntagits alla antika föremål.

### Grav II (mitten av 200-talet f.Kr.)
Graven består av två delar, dels en inre och lägre belägen kvadratisk gravkammare med måtten 0,8 x 0,8 meter, och dels en högre belägen del med sittplatser, huggna i sten i två stegliknande rader. Man tror att de kan ha haft en funktion vid ceremonier. Kammarens topplatta saknas. Graven kan en gång varit försedd med ett lätt tak. Den är unik i sin form och har daterats till mitten av 200-talet f.Kr.

### Grav III (mitten av 200-talet f.Kr.)
Denna grav är indelad i två nivåer och har använts för begravning i två perioder. Den övre nivån är en grav vars fasad är 3 meter hög och 6,5 meter lång och imiterar en jonisk portik. Åtta pilastrar, vars kapitäler gjordes separat, kröner entrén. Till vänster om denna finns en nisch i vilken en relief ingraverats med en bukranion och en hjälm av en typ känd från Pergamon. Till höger finns en relief av en illyrisk-makedonisk sköld. Golvet i graven hade en golvmosaik. En dörr leder till en trång gravkammare. En andra gravkammare låg under golvet och har dimensionerna 2,72 x 2,77 meter och höjden 1,85 meter med ett högt tunnvalv. I kammaren hittades två sarkofager. En andra begravningsperiod tillhör tio kropp- eller urngravar i kammaren. De har daterats till sista årtiondet av 200-talet f.Kr. och omfattar en hel del gravföremål. Man tror att graven tillhört en rik familj (av furstlig släkt), som utslocknat en kort tid. Bland gravgodsen finns gyllene örhängen, halsband, broscher, ringar, samtliga av hellenistisk typ, bältesfästen, järn, ett silverornament som avbildar ett slagfält, rustningar, spjutspetsar och 30 keramiska kärl.

### Grav IV (andra halvan av 200-talet f.Kr.)

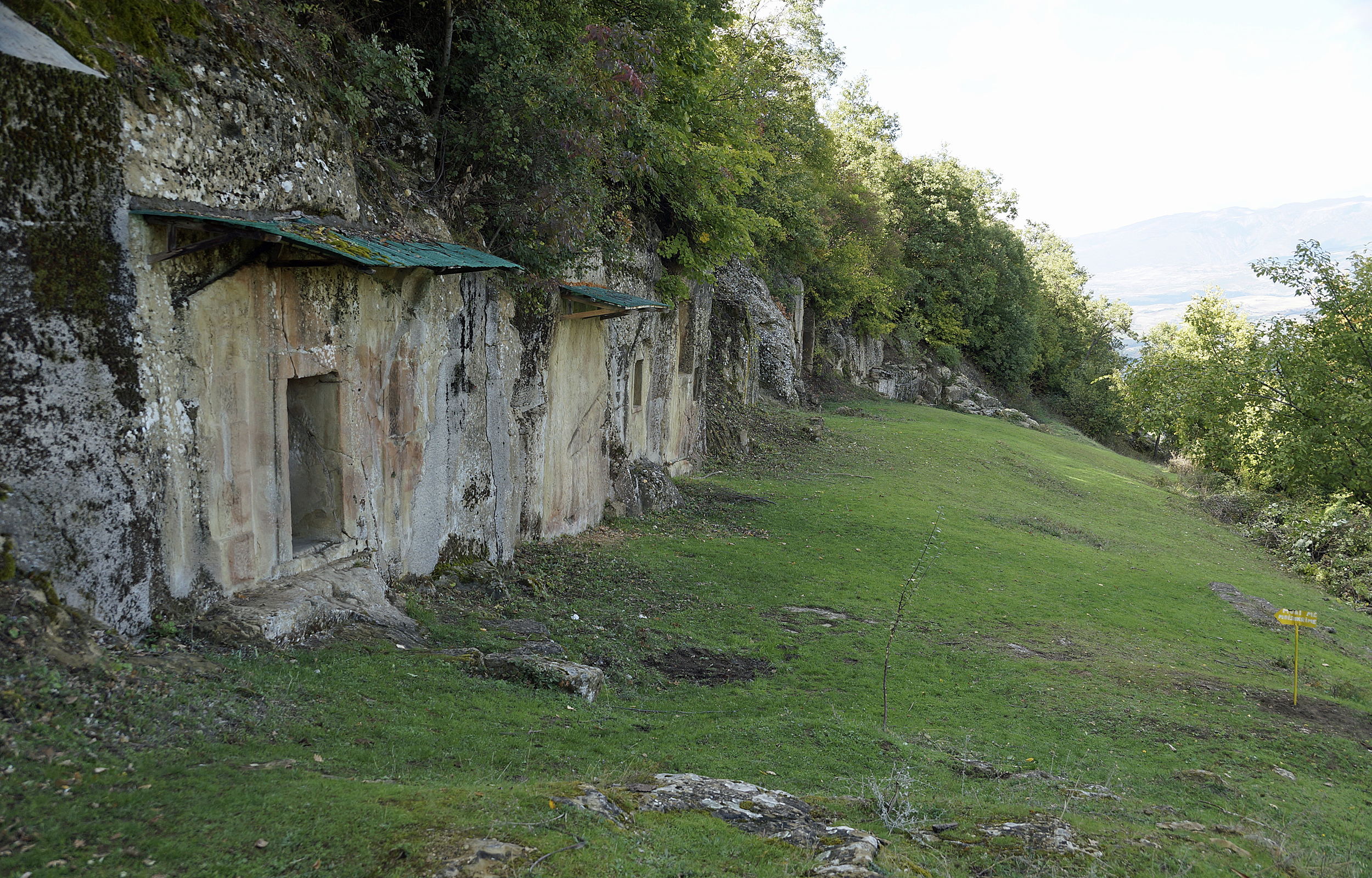
Terrass med grav IV.

Grav IV består av en 70 meter lång och 5 meter hög klippfasad med en gravkammare på södra sidan. Denna kammare har dekorerats med en tempelliknande entré med två kolonner. Den mäter 3,5 x 3,10 meter och taket har formen av ett tunnvalv. Väggarna var dekorerade med fresker. Kammaren har en sarkofag byggd av stenplattor. Graven har daterats till andra halvan av 400-talet f.Kr. I den långa klippfasaden har sju nischer huggits in i berget, delvis täckta med inskriptioner som kan ha gjorts av byggherren eller byggledaren, enligt arkeologer. De är daterade till 000-talet f.Kr.

### Grav V (senare delen av 200-talet f.Kr.)
Den sista graven har formen av en makedonisk gravkammare och består av en förkammare och den egentliga gravkammaren, båda är täckta och har väggar av stora tillhuggna stenar. En stenplatta med reliefer fungerar som en falsk dörr till gravkammaren. I den riktiga kammaren finns resterna av tre sarkofager, placerade som i ett triclinium, byggda av stående stenblock. De användes framför allt för begravning av kroppar. Senare lades gravföremål och urnor i sarkofagerna. Graven är sedan länge plundrad.